# Magali Dock
Magali Dock (Hoei, 14 juli 1979) is een Belgisch politica voor de MR.

## Levensloop
Dock werd beroepshalve juriste en was van 2005 tot 2006 parlementair attaché van de MR-fractie in het Waals Parlement. Ook werkte ze van 2006 tot 2014 als assistente aan de faculteit rechten van de Universiteit Namen.
Voor de MR was ze van 2012 tot 2017 OCMW-raadslid in Verlaine. Vervolgens verhuisde Dock naar haar geboortestad Hoei, waar ze sinds 2018 gemeenteraadslid en voorzitter van de gemeenteraad is.
In 2014 werd ze eveneens verkozen tot lid van het Waals Parlement en het Parlement van de Franse Gemeenschap, twee mandaten die ze uitoefende tot in mei 2019. Bij de verkiezingen van 2019 stond Dock als tweede opvolgster op de Luikse MR-lijst voor de Kamer van volksvertegenwoordigers. Van maart tot oktober 2020 zetelde ze in de Kamer als opvolger van Philippe Goffin, die in die periode minister was in de regering-Wilmès II.